# Fundația Societatea Civilă
Fundația Societatea Civilă este o organizație non-profit înființată în 1992 de un grup de artiști, scriitori, jurnaliști și analiști politici români, cu scopul de a contribui la dezvoltarea societății civile din România prin publicarea revistei „Sfera Politicii” și prin organizarea unor conferințe și mese rotunde pe teme de actualitate ale vieții politice și sociale naționale și internaționale.
În ultimii ani organizația a inițiat zeci de proiecte, susținând conferințe și mese rotunde, elaborând rapoarte și studii, acordând premii, fiind recunoscută astfel ca una dintre cele mai active și eficiente organizații de acest gen din România.

### Componența consiliului
Președinte
- Alexandru Paleologu

Membri
- Stelian Tănase
- Alexei Florescu
- Dorin Rădulescu
- Alexandru Popovici
- Costea Munteanu
- Călin Anastasiu
- Dan Oprescu
- Romulus Brâncoveanu
- Ioana Costescu